# Comuna Valove, Krîvîi Rih
Valove (în ucraineană Валове) este o comună în raionul Krîvîi Rih, regiunea Dnipropetrovsk, Ucraina, formată din satele Ivanivka și Valove (reședința).

## Demografie
Componența lingvistică a satului Valove
     Ucraineană (94,14%)
     Rusă (5,36%)
     Alte limbi (0,28%)
Conform recensământului din 2001, majoritatea populației satului Valove era vorbitoare de ucraineană (94,14%), existând în minoritate și vorbitori de rusă (5,36%).